# Campionati mondiali di slittino su pista naturale 2023 - Doppio
La gara di doppio dei campionati mondiali di slittino su pista naturale 2023 si è disputata l'11 febbraio 2023 presso l'impianto di Nova Ponente sulla lunghezza di due manche. Hanno preso parte alla gara 7 coppie di atleti di 5 nazionalità diverse. Tutti sono stati in grado di terminare la gara.
La coppia detentrice del titolo formata da Patrick Pigneter e Florian Clara ha dovuto inchinarsi ai giovani fratelli, nonché connazionali, Patrick e Matthias Lambacher, al loro primo alloro iridato. Matevz Vertelj e Vid Kralj, per la Slovenia, hanno completato il podio. 
L'Italia si è confermata dominatrice di questa specialità a livello iridato conquistando il 15º titolo in 23 edizioni.
La Slovenia ha colto la sua prima medaglia di sempre ai campionati mondiali di slittino su pista naturale.

## Podio
| Pos.    | Atleti                               | Nazione  | Tempo   |
| ------- | ------------------------------------ | -------- | ------- |
| Oro     | Patrick Lambacher Matthias Lambacher | Italia   | 1'57"92 |
| Argento | Patrick Pigneter Florian Clara       | Italia   | 1'58"20 |
| Bronzo  | Matevz Vertelj Vid Kralj             | Slovenia | 2'02"78 |

## Programma
| Data             | Ora (UTC+1) | Turno     |
| ---------------- | ----------- | --------- |
| 11 febbraio 2023 | 10:45       | 1ª manche |
| 11 febbraio 2023 | 12:30       | 2ª manche |

## Situazione pre-gara

### Campioni in carica
I campioni in carica a livello mondiale ed europeo erano:
| Campioni | Atleta                                | Tempo   | Data                               | Competizione  |
| -------- | ------------------------------------- | ------- | ---------------------------------- | ------------- |
| Mondiali | Patrick Pigneter Florian Clara Italia | 2'34"60 | 13 febbraio 2021 Umhausen, Austria | Mondiali 2021 |
| Europei  | Pavel Poršnev Ivan Lazarev Russia     | 2'13"15 | 12 febbraio 2022 Lasa, Italia      | Europei 2022  |

### La stagione
Prima di questa gara, le competizioni di Coppa del Mondo avevano visto i seguenti risultati:
| Data             | Località     | Primi                                       | Secondi                                     | Terzi                                           |
| ---------------- | ------------ | ------------------------------------------- | ------------------------------------------- | ----------------------------------------------- |
| 17 dicembre 2022 | Obdach       | Patrick Lambacher Matthias Lambacher Italia | Patrick Pigneter Florian Clara Italia       | Fabian Achenrainer Miguel Brugger Austria       |
| 13 gennaio 2023  | Valgiovo     | Patrick Lambacher Matthias Lambacher Italia | Patrick Pigneter Florian Clara Italia       | Mathias Troger Daniel Gruber Italia             |
| 14 gennaio 2023  | Valgiovo     | Patrick Lambacher Matthias Lambacher Italia | Patrick Pigneter Florian Clara Italia       | Anton Gruber Genetti Hannes Unterholzner Italia |
| 28 gennaio 2023  | Nova Ponente | Patrick Pigneter Florian Clara Italia       | Patrick Lambacher Matthias Lambacher Italia | Peter Neupauer Dominik Neupauer Slovacchia      |

## Risultati
| Pos. | Atleti                                   | Nazione    | 1ª manche | 2ª manche | Totale  | Distacco |
| ---- | ---------------------------------------- | ---------- | --------- | --------- | ------- | -------- |
|      | Patrick Lambacher Matthias Lambacher     | Italia     | 59"30     | 58"62     | 1'57"92 |          |
|      | Patrick Pigneter Florian Clara           | Italia     | 59"34     | 58"86     | 1'58"20 | +0"28    |
|      | Matevz Vertelj Vid Kralj                 | Slovenia   | 1'01"25   | 1'01"53   | 2'02"78 | +4"86    |
| 4    | Anton Gruber Genetti Hannes Unterholzner | Italia     | 1'03"55   | 1'01"83   | 2'05"38 | +7"46    |
| 5    | Gabriel Halcin Dominik Neupauer          | Slovacchia | 1'03"50   | 1'02"82   | 2'06"32 | +8"40    |
| 6    | Tomas Hasek David Rydl                   | Rep. Ceca  | 1'13"28   | 1'07"15   | 2'20"43 | +22"51   |
| 7    | Konrad Plonka Nikolas Dawidowski         | Polonia    | 1'26"17   | 1'21"74   | 2'47"91 | +49"99   |